# Domènec Puigredon
Domènec Puigredon i Borruix (Artesa de Segre, c.1874 - Lérida, 28 de julio de 1939) fue un abogado, escritor y político de Cataluña, España, fusilado por la dictadura franquista pocos meses después de finalizar la guerra civil española.

## Biografía
A los dos años su familia se trasladó a Cervera, de donde era su madre. Estudió Derecho en la Universidad de Barcelona, abriendo despacho de abogado en Cervera. Casado en 1924, su esposa falleció cuatro años después. Destacado orador y militante de Esquerra Republicana de Catalunya, con la llegada de la Segunda República fue elegido en diversas ocasiones concejal. 
Cuando se produjo el golpe de Estado de julio de 1936 que dio lugar al inicio de la Guerra Civil era alcalde de Cervera. Al finalizar la guerra y abandonar el ayuntamiento, fue juzgado en proceso sumarísimo por un tribunal militar y condenado a muerte por un delito de "rebelión militar", siendo ejecutado en el cementerio de Lérida.